# 西比路島
1°23′S 98°54′E / 1.383°S 98.900°E
西比路島是印度尼西亞的島嶼，位於蘇門答臘以西150公里的印度洋，是明打威群島最大和最北端的島嶼，大部分土地被熱帶雨林覆蓋。1981年成為生物圈保護區，1993年起島嶼西部成立佔地1,905平方公里的國家公園。西比路島受2004年印度洋大地震影響，但是沒有死亡報告，有報道指該島在地震後上升2米。

## 延伸閱讀
- Page 437 of - Indonesia (Guidebook) Eighth edition. Lonely Planet Publications Pty Ltd, Footscray, Victoria ISBN 978-1741044355